# Centre d'exposition de Val-d'Or
Le centre d'exposition de Val-d'Or (VOART) est un musée situé à Val-d'Or qui présente des œuvres d’artistes de l'Abitibi-Témiscamingue ainsi que des expositions thématiques. Sont exposées des œuvres de différents médiums comme la peinture, la sculpture, la photographie ou la vidéographie. On y organise aussi des ateliers, des conférences et des causeries. Les expositions du VOART s'adressent à tous, des publics allant de la petite-enfance aux ainés
.

Ce lieu de diffusion aborde les enjeux de l’art actuel et de l’imagerie numérique en lien avec les sciences pures, naturelles, sociales et humaines. L'organisme est membre du Réseau muséal de l'Abitibi-Témiscamingue.

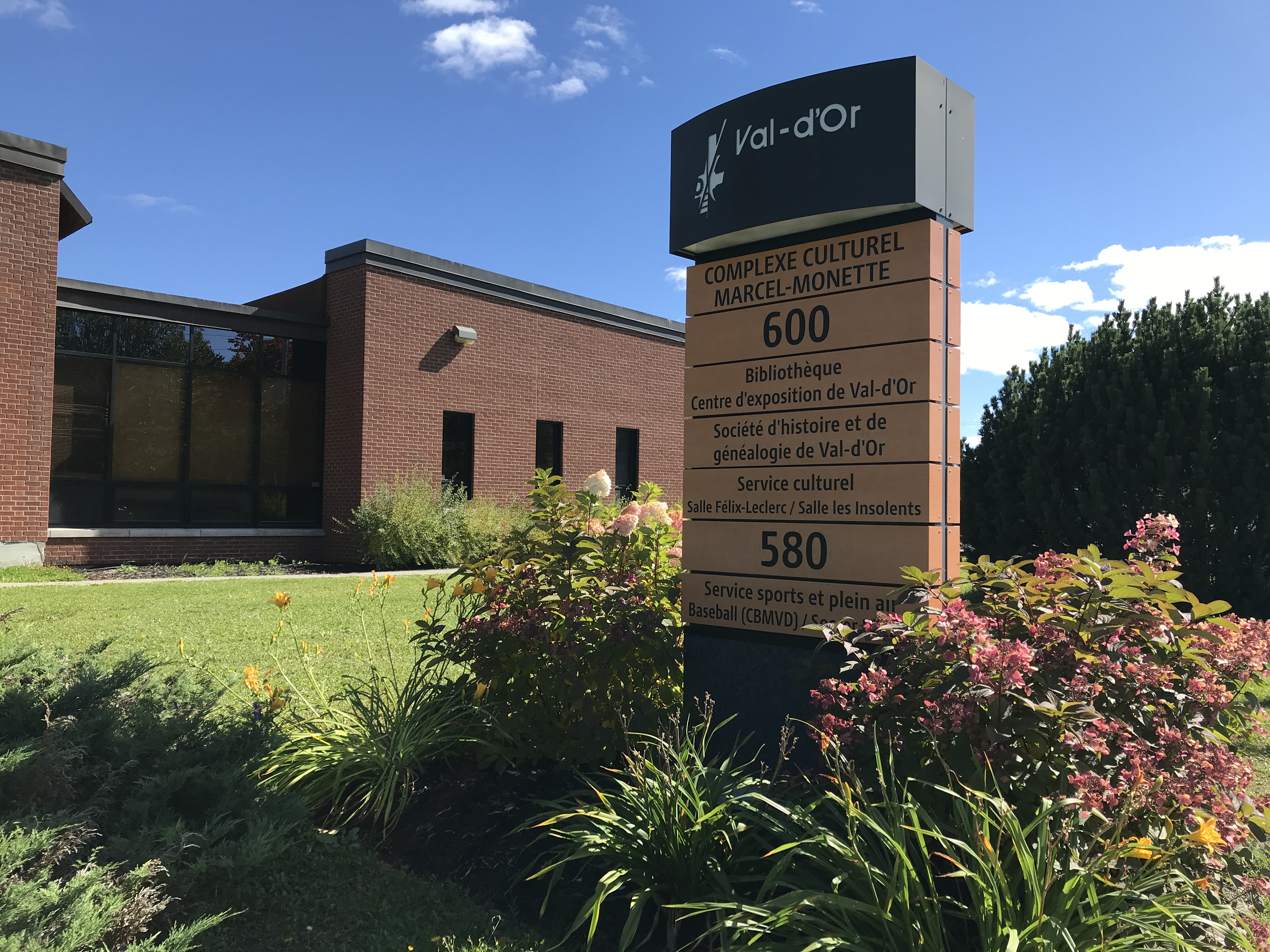
Le complexe Marcel-Monette loge le Centre d'exposition de Val-d'Or.

## Historique
Un Comité des expositions artistiques de Val-d’Or est fondé en 1978 pour offrir au public des expositions des artistes de la ville, de la région et d’ailleurs. En 1983, le ministère des Affaires culturelles du Québec reconnait et soutient l’organisme.
Locataire d’un local de 70 m² au sous-sol du Centre culturel de la Ville de Val-d’Or, le centre d'exposition est relocalisé en 1984 au rez-de-chaussée pour occuper une salle d’exposition de 320 m².
En 1988, le Comité des expositions devient le Centre d’exposition de Val-d’Or (CEVO).
En 2006, des rénovations reconfigurent la salle en deux de 50m² et une grande de 220 m².

## Emplacement
Le Centre d'exposition VOART est situé au complexe culturel Marcel-Monette, un endroit où sont aussi localisés la bibliothèque, la salle Félix-Leclerc, la Société d'histoire et de généalogie de Val-d'Or, le Service culturel, le Service sport et plein air, le Baseball mineur et le Soccer Blizz’Or de Val-d’Or.

## Art autochtone
De septembre 2014 à juin 2017, le Centre d’exposition de Val-d’Or a présenté l'exposition Anicinabe Mikana, une exposition produite par le Centre d’amitié autochtone de Val-d'Or qui mettait en perspective quatre aspects de la réalité complexe de la réalité des peuples autochtones, soit ceux liés au territoire urbain, à l’exclusion sociale, à la transmission des savoirs familiaux et à l’espoir d’une cohabitation harmonieuse.
En 2018, toujours en collaborant avec le Centre d'amitié autochtone de Val-d'Or, le Centre d'exposition de Val-d'Or a présenté l’exposition collective Aki odehi \ cicatrices de la Terre-Mère, inspiré du travail de l'artiste innue et art-thérapeute Sonia Robertson et  Karl Chevrier, artiste anicinabe. Les artistes Virginia Pésémapéo Bordeleau, peintre et écrivaine de la nation Crie et Kevin Papatie cinéaste anicinabe faisaient partie du projet avec les artistes québécois Jacques Baril et Véronique Doucet. Dans le cadre de cette démarche, une marche poétique avait eu lieu dans les rues de Val-d'Or en juillet 2017 et en novembre 2018, l'auteure Virginia Pésémapéo Bordeleau lançait son recueil Poésie en marche pour Sindy au Centre d'exposition de Val-d'Or.

## Expositions en cours
Du 7 octobre 2022 au 14 mai 2023, le centre expose Relire Val-d'Or de Wartin Pantois, artiste visuel et sonore et également sociologue œuvrant à l'international. L'exposition est réalisée à partir de photographies d'archives de la Société d'histoire et de généalogie de Val-d'Or. L'exposition consiste en une série de six relectures en un visuel noir et blanc. Ces œuvres, qui suscitent réflexions et débats, se sont constituées à partir d'observations, de recherches et d'enquêtes citoyennes.
Du 1er décembre 2022 au 29 janvier 2023, les visiteurs peuvent découvrir l'exposition rétrospective du projet Si les choses étaient différentes, nous ferions autrement, mettant en valeur les œuvres des artistes Geneviève & Matthieu. Ces derniers, en activité depuis 1997, ont joué un rôle particulièrement important dans l'histoire de la performance artistique canadienne. Ils ont notamment travaillé au centre d'artistes l'Écart pendant plus de 20 ans. Ce projet a été conçu par Carmelle Adam, directrice administrative et artistique du VOART, ainsi que Marie-Hélène Leblanc, directrice et commissaire de la Galerie UQO, en collaboration étroite avec les artistes. En plus de l'exposition rétrospective, le projet se décline en d'autres activités à venir telles qu'une résidence de création (6 février au 8 mars 2023), une exposition prospective (8 mars au 8 avril 2023) et un colloque (31 mars au 1er avril 2023).

## Prix et récompenses
- 2018 : Prix Organisme: intégration des technologies de l'information et des communications du Conseil de la culture de l'Abitibi-Témiscamingue[12]
- 2019 : Prix d'excellence de la Société des musées du Québec[13]
- 2020 : la directrice Carmelle Adam remporte le Prix Hommage des Prix culturels de la Ville de Val-d'Or[14]